# KTNN-FM
Koordinaten: 35° 54′ 37″ N, 108° 46′ 26″ W
KTNN-FM 101.5 FM ist ein navajosprachiger Radiosender in Window Rock, Arizona, dem Sitz der Regierung der Navajo Nation. Der Sender mit einer Leistung von 2350 Watt ERP befindet sich in New Mexico in einer Höhe von 2790 Meter. Die Antennen sind auf einem Mast in einer Höhe von 52 Meter angebracht.
KTNN ist das amtliche Rufzeichen, buchstabenweise gesprochen, ausgegeben von der amerikanischen Fernmeldebehörde Federal Communications Commission (FCC).